# Pelourinho de Ervedosa
O Pelourinho de Ervedosa localiza-se na freguesia de Ervedosa, município de Vinhais, Bragança, em Portugal.
Este pelourinho encontra-se classificado como Imóvel de Interesse Público desde 1933.